# Digital Studio
Digital Studio （デジタルスタジオ）はコーレル株式会社が発売している Microsoft Windows 向けマルチメディアソフトウェアスイートである。現在はメーカー製PCへのOEMとしてインストールされていることがある。

## 概要
Digital Studioは以下のアプリケーションソフトウェアで構成されている。
- PaintShop Photo Express(画像加工)
- VideoStudio Express(動画編集)
- MovieWriter(DVDオーサリング)
- WinDVD(DVD再生)

特徴としてWinDVDを除く各アプリケーションが共通したインターフェイスを有しており、ひとつのアプリケーションの操作を覚えればその概念を流用して他のアプリケーショも利用が可能になる。
また、他社の類似アプリケーションに先駆けてWindows 7のWindows Touchを意識したインターフェイスとなっている（各ボタンが大きくなっていて指で押しやすくなっている点など）。

## 単体製品との違い
先述のようにDigital Studioは4つのアプリケーションの集合体であるが、フル機能を搭載したものがまとまっているわけではなく、一部アプリケーションに関しては上位版ともとれる「本来のバージョン」が存在する。
- PaintShop Photo Express(Corel Paint Shop Pro･･･傾き補正、トリミング、明るさやコントラストの調整、ピクチャーチューブ、メイクオーバーツールなどが出来るが、文字の挿入、トーンカーブ調整、合成などは出来ない。
- VideoStudio Express (VideoStudio)…文字の挿入、動画の分割保存、ナレーションの挿入などが出来るが、オーバーレイが出来なかったり、文字のアニメーションの設定が細かくできなかったり、エフェクト（映像の切り替え）は8種類ほどしかなかったりする（VideoStudioは120種類）。
- MovieWriter (MovieWriter Pro,Ultimate)…DVDオーサリング、データライティングなどが可能。Blu-rayへの書き込みはPro以上でないと出来ない。またisoファイルが作成できないなどの違いがある。
- WinDVD (WinDVD Pro)…同梱されているものはWinDVD 2010と同製品で、Blu-rayは再生できない。